# جمشید اسماعیلوف
جمشید اسماعیلوف (انگلیسی: Jamshed Ismailov؛ زادهٔ ۱۲ ژانویهٔ ۱۹۸۷) یک بازیکن فوتبال اهل تاجیکستان است.
وی همچنین در تیم ملی فوتبال تاجیکستان بازی کرده است.